# Xiphophorus meyeri
Xiphophorus meyeri là một loài cá thuộc họ Poeciliidae. Nó là loài đặc hữu của México.